# Slana
Slana és una concentració de població designada pel cens dels Estats Units a l'estat d'Alaska. Segons el cens del 2000 tenia 124 habitants.

## Demografia
Segons el cens del 2000, Slana tenia 124 habitants, 62 habitatges, i 31 famílies La densitat de població era de 0,2 habitants/km².
Dels 62 habitatges en un 14,5% hi vivien nens de menys de 18 anys, en un 43,5% hi vivien parelles casades, en un 3,2% dones solteres, i en un 50% no eren unitats familiars. En el 43,5% dels habitatges hi vivien persones soles el 14,5% de les quals corresponia a persones de 65 anys o més que vivien soles. El nombre mitjà de persones vivint en cada habitatge era de 2 i el nombre mitjà de persones que vivien en cada família era de 2,74.
Per edats la població es repartia de la següent manera: un 20,2% tenia menys de 18 anys, un 1,6% entre 18 i 24, un 21,8% entre 25 i 44, un 41,9% de 45 a 60 i un 14,5% 65 anys o més.
L'edat mediana era de 46 anys. Per cada 100 dones de 18 o més anys hi havia 147,5 homes.
La renda mediana per habitatge era de 19.583 $ i la renda mediana per família de 57.917 $. Els homes tenien una renda mediana de 46.250 $ mentre que les dones 31.250 $. La renda per capita de la població era de 20.018 $. Aproximadament el 20% de les famílies i el 23,5% de la població estaven per davall del llindar de pobresa.

## Poblacions més properes
El següent diagrama mostra les poblacions més properes.